# BB84
BB84 — первый протокол квантового распределения ключей, который был предложен в 1984 году Чарльзом Беннетом и Жилем Брассаром. Протокол использует для кодирования информации четыре квантовых состояния двухуровневой системы, формирующие два сопряжённых базиса.
Носителями информации являются 2-уровневые системы, называемые кубитами (квантовыми битами).

## История
Стивен Визнер (англ. Stephen Wiesner), являясь студентом Колумбийского университета, в 1970 подал статью по теории кодирования в журнал IEEE Information Theory, но она не была опубликована, потому что изложенные в ней предположения казались фантастическими, а не научными. В статье была описана концепция использования квантовых состояний для защиты денежных банкнот. Впоследствии на основе принципов работы С. Визнера учёные Чарльз Беннет (англ. Charles Bennett) из фирмы IBM и Жиль Брассард (англ. Gilles Brassard) из Монреальского университета разработали способ кодирования и передачи сообщений. Ими был сделан доклад на тему «Квантовая криптография: Распределение ключа и подбрасывание монет» на конференции IEEE International Conference on Computers, Systems, and Signal Processing. Описанный в работе протокол впоследствии признан первым и базовым протоколом квантовой криптографии и был назван в честь его создателей.

## Описание протокола

### Введение

Реализация протокола BB84. 4 состояния лежат на экваторе сферы Пуанкаре

Протокол использует 4 квантовых состояния, образующих 2 базиса, например поляризационные состояния света. Состояния внутри одного базиса ортогональны, но состояния из разных базисов — попарно неортогональны. Эта особенность протокола позволяет определить возможные попытки нелегитимного съёма информации.
Носителями информации в протоколе являются фотоны, поляризованные под углами 0°, 45°, 90°, 135°. С помощью измерения можно различить только 2 ортогональных состояния:
1. фотон поляризован вертикально или горизонтально (0° или 90°);
2. фотон поляризован диагонально (45° или 135°).

Достоверно отличить за одно измерение горизонтальный фотон от фотона, поляризованного под углом 135°, невозможно.

### Кодирование состояний
В протоколе BB84 кодирование состояний осуществляется следующим образом:
1. {\displaystyle |0\rangle }
  - {\displaystyle |{\leftrightarrow }\rangle }
  - {\displaystyle |{\nearrow }\rangle ={\frac {1}{\sqrt {2}}}{\big (}|{\updownarrow }\rangle +|{\leftrightarrow }\rangle {\big )}}
2. {\displaystyle |1\rangle }
  - {\displaystyle |{\updownarrow }\rangle }
  - {\displaystyle |{\nwarrow }\rangle ={\frac {1}{\sqrt {2}}}{\big (}|{\updownarrow }\rangle -|{\leftrightarrow }\rangle {\big )}}

### Алгоритм распределения ключей
Традиционно в работах по криптографии легитимных пользователей принято кратко обозначать как Алису и Боба, а перехватчика называть Евой. Таким образом, описание ситуации в криптографическом протоколе выглядит так: Алиса должна передать Бобу секретное сообщение, а Ева всеми доступными ей средствами старается его перехватить.
Этапы формирования ключей:
1. Алиса случайным образом выбирает один из базисов. Затем внутри базиса случайно выбирает одно из состояний, соответствующее 0 или 1, и посылает фотоны. Они могут посылаться все вместе или один за другим, но главное, чтобы Алиса и Боб смогли установить взаимно однозначное соответствие между посланным и принятым фотоном.
2. Боб случайно и независимо от Алисы выбирает для каждого поступающего фотона: прямолинейный или диагональный базис, и измеряет в нём значение фотона.
3. Для каждого переданного состояния Боб открыто сообщает, в каком базисе проводилось измерение кубита, но результаты измерений остаются в секрете.
4. Алиса сообщает Бобу по открытому общедоступному каналу связи, какие измерения были выбраны в соответствии с исходным базисом Алисы.
5. Пользователи оставляют только те случаи, в которых выбранные базисы совпали. Эти случаи переводят в биты (0 и 1), и составляют ключ.

В таком случае примерно 50 % данных выбрасывается. Оставшийся более короткий ключ называется «просеянным». В случае отсутствия подслушивания и шумов в канале связи Алиса и Боб будут теперь иметь полностью коррелированную строку случайных битов, которая будет в дальнейшем использоваться в схемах классической симметричной криптографии. Если же подслушивание имело место, то по величине ошибки в получившемся классическом канале связи Алиса и Боб могут оценить максимальное количество информации, доступное Еве. Существует оценка, что если ошибка в канале меньше приблизительно 11 %, то информация, доступная Еве, заведомо не превосходит взаимной информации между Алисой и Бобом, и секретная передача данных возможна.
Эффективный способ обнаружения и исправления ошибок заключается в перемешивании и разбиении последовательностей Алисы и Боба на блоки. Основная идея состоит в проверке чётности блоков: разбивают на блоки и проверяют на чётность в несколько итераций, уменьшая каждый размер именно тех блоков, чётность которых не совпала. Итерации производят, пока не обнаружат и не исправят ошибки. Наиболее мелкие блоки отбрасываются при обнаружении в них ошибки. В результате вероятность ошибки в полученной последовательности ничтожно мала.

### Пример распределения ключей
Условные обозначения
| Обозначение | Поляризация фотонов | Кодируемый бит |
| ----------- | ------------------- | -------------- |
| ↔           | Горизонтальная      | 1              |
| ↕           | Вертикальная        | 0              |
| ↗           | Под углом 45°       | 0              |
| ↖           | Под углом 135°      | 1              |
| Обозначение анализатора | Поляризация фотонов |
| ----------------------- | ------------------- |
| +                       | Прямоугольный       |
| x                       | Диагональный        |
Процесс распределения ключей можно проанализировать по шагам. Результат выполнения каждого пункта соответствует строке таблицы:
| Последовательность фотонов Алисы     | ↕  | ↗  | ↗   | ↔  | ↖  | ↕   | ↕   | ↔  | ↔   |
| Последовательность анализаторов Боба | +  | x  | +   | +  | x  | x   | x   | +  | x   |
| Результаты измерений Боба            | 0  | 0  | 1   | 1  | 1  | 0   | 1   | 1  | 0   |
| Анализаторы выбраны верно            | да | да | нет | да | да | нет | нет | да | нет |
| Ключ                                 | 0  | 0  |     | 1  | 1  |     |     | 1  |     |
Если бы Ева перехватывала информацию при помощи оборудования, подобного оборудованию Боба, то примерно в 50 % случаев она выберет неверный анализатор, не сможет определить состояние полученного ею фотона, и отправит фотон Бобу в состоянии, выбранном наугад. При этом также в 25 % случаев результаты измерений Боба могут отличаться от результатов Алисы. Это довольно заметно и быстро можно обнаружить. Однако, если Ева перехватывает только 10 % информации, тогда уровень ошибок будет 2,5 %, что менее заметно.

## Практическая реализация

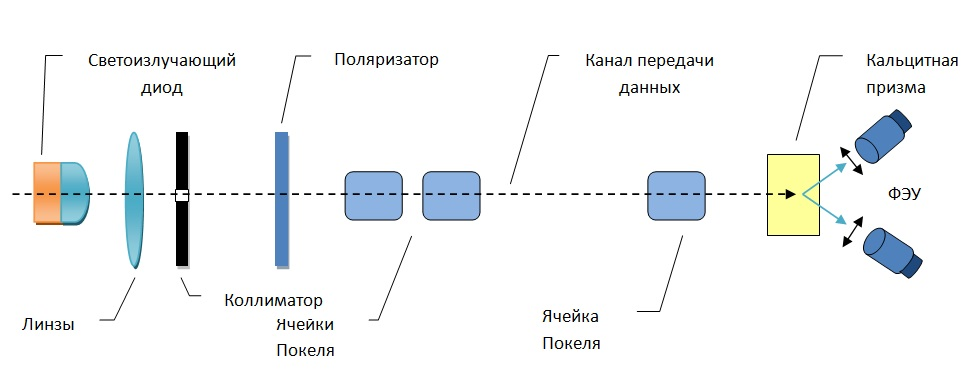
Практическая реализация протокола BB84

Схематично практическая реализация представлена на рисунке.
Передатчик формирует одно из четырёх состояний поляризации. Функции ячейки Поккельса — импульсная вариация поляризации потока квантов передатчиком и анализ импульсов поляризации приёмником. Собственно передаваемые данные поступают в виде управляющих сигналов на эти ячейки. В качестве канала передачи данных может использоваться оптическое волокно. В качестве первичного источника света можно использовать лазер. На принимающей стороне после ячейки Поккельса ставится кальцитовая призма, которая расщепляет пучок на два фотодетектора, измеряющие две ортогональные составляющие поляризации.
Главная проблема формирования передаваемых импульсов квантов заключается в интенсивности. Например, если в импульсе 1000 квантов, то есть вероятность того, что 100 квантов перехватит злоумышленник. Анализируя, он может получить нужную ему информацию. В идеале число квантов в импульсе должно быть не более одного. Здесь любая попытка отвода части квантов злоумышленником приведёт к существенному росту числа ошибок у принимающей стороны. В этом случае принятые данные должны быть отброшены и попытка передачи повторена. Но, делая канал более устойчивым к перехвату, это вызывает проблему выдачи сигнала в отсутствии фотонов на входе приёмника. Для того, чтобы обеспечить надёжную передачу данных, логическому нулю и единице могут соответствовать определённые последовательности состояний, допускающие коррекцию одинарных и даже кратных ошибок.

## Криптоанализ

### Атака для случая однофотонных сигналов
Существует 2 класса атак, которые может использовать Ева, когда все передаваемые сигналы содержат строго один фотон:
- Некогерентные Ева перехватывает посылаемые Алисой фотоны, затем измеряет их состояния и отправляет затем новые фотоны Бобу в измеренных состояниях.
- Когерентные Ева любым возможным способом перепутывает пробу любой размерности с целой группой передаваемых одиночных фотонов.

Взаимная информация Алисы и Боба вычисляется по формуле[Что обозначают параметры, входящие в формулы???!]
{\displaystyle I_{\text{AB}}(D)={\frac {1}{2}}\varphi (1-2D).}
Когда Ева измеряет состояние пробы сразу после перепутывания с фотоном Алисы, взаимная информация Алисы и Евы равна
{\displaystyle I_{\text{AE}}(D)={\frac {1}{2}}+{\frac {\chi }{2}}\left({\frac {1}{2}}-{\sqrt {2D-4D^{2}}}\right)+{\frac {\chi }{2}}\left({\frac {1}{2}}+{\sqrt {2D-4D^{2}}}\right).}
Для случая равновероятного использования двух базисов в протоколе ВВ84:
{\displaystyle I_{\text{AE}}(D)={\frac {1}{2}}\varphi \left(2{\sqrt {D(1-D)}}\right).}

### Атака разделения числа фотонов на протокол BB84
В настоящее время однофотонные источники не созданы и на практике используют слабокогерентные импульсы, излучаемые многофотонные источники.
Вероятность того, что импульс содержит {\displaystyle n} фотонов определяется распределением Пуассона:
{\displaystyle P_{n,{\text{loss}}}=e^{-\eta \mu }{\frac {(\eta \mu )^{n}}{n!}},}
где {\displaystyle \mu } — среднее число фотонов в импульсе, {\displaystyle \eta } — коэффициент передачи канала.
Таким образом, становится возможной атака разделения числа фотонов. Если Ева обнаруживает в импульсе более одного фотона, она отводит один, остальные беспрепятственно доходят до Боба. Затем Ева выполняет перепутывание перехваченного фотона со своей пробой и ожидает объявления базисов. Следовательно, Ева получит точное значение переданного бита, не внося при этом никаких ошибок в просеянный ключ.

### Книги
- Д. А. Кронберг, Ю. И. Ожигов, А. Ю. Черняковский. Глава 3. Протокол квантового распределения ключей BB84 // Квантовая криптография. — 5-e изд. — МАКС Пресс, 2011. — С. 61—77. — 111 с. — ISBN 589407455X. Архивировано 30 ноября 2016 года..
- Нильсен М., Чанг И. Квантовые вычисления и квантовая информация. — М.: Мир, 2006. — 824 с.
- Килин С. Я., Хорошко Д. Б., Низовцев А. П. Квантовая криптография: идеи и практика. — 5-e изд. — Беларуская навука, 2007. — С. 157—161. — 391 с. — ISBN 978-985-08-0899-8.

### Научные статьи
- Bennett C. H., Brassard G. Quantum Cryptography: Public Key Distribution and Coin Tossing (англ.) // Proceedings of International Conference on Computers, Systems & Signal Processing, Dec. 9-12, 1984, Bangalore, India. — IEEE, 1984. — P. 175.
- Bennett C. H., Brassard G. Quantum Cryptography: Public Key Distribution and Coin Tossing (англ.) // ACM SIGACT News — New York City: ACM, SIGACT, 1987. — Vol. 18, Iss. 4. — P. 51—53. — ISSN 0163-5700; 1943-5827 — doi:10.1145/36068.36070
- Wiesner S. Conjugate Coding (англ.) // ACM SIGACT News — New York City: ACM, SIGACT, 1983. — Vol. 15, Iss. 1. — P. 78—88. — ISSN 0163-5700; 1943-5827 — doi:10.1145/1008908.1008920
- Е. Ю. Иванова, Е. А. Ларионцева. Введение в квантовую криптографию: основные понятия, подходы и алгоритмы. — Инженерный журнал: наука и инновации, 2013. — № 11. — P. 137—171.
- Румянцев К. Е., Голубчиков Д. М. Квантовая криптография: принципы, протоколы, системы. — 2008. — P. 10—17. Архивировано 30 ноября 2016 года.
- Н. Слепов. Квантовая криптография: проблемы и решения. — 2006. — С. 55—60.
- Янковская Ю. Ю., Марина А. А. Стойкость квантовых протоколов распределения ключей. — 2013. — С. 1—5.
- В. А. Эттель. Анализ стойкости квантовых протоколов распределения ключей. — 2013. — С. 1—6.